# Vô cực đồ
Vô cực đồ là hình ảnh sáng tạo vào thời nhà Tống, mô tả sự vận động của vũ trụ. Tương truyền, Vô cực đồ là một trong chín tác phẩm của Hi Di tiên sinh Trần Đoàn lão tổ tu hành tại núi Hoa Sơn vào thời Tống Thái Tổ Triệu Khuông Dận. Chín tác phẩm đó gồm: Chỉ huyền thiên, Ngộ chân thiên, Quan không thiên, Tử Hà công, Thai tức quyết, dịch long đồ, Tiên thiên đồ, Chiêm nhi tri cùng với Vô cực đồ. Về sau Chu Đôn Di chính là dựa trên Vô cực đồ để sáng tạo ra Thái Cực đồ

## Hình ảnh
Vô cực đồ gồm các hình ảnh từ một vòng tròn, một Thái cực đồ, một số hình vuông và chữ nhật có màu đối lập, và vòng bát quái

## Ý nghĩa
- Vòng tròn đứt tượng trưng cho Vô cực, là trạng thái có trước tất thảy, trong đó hàm chứa Thái hư, Thái thủy
- Thái cực đồ tượng trưng cho giai đoạn hình thành Thái cực từ Vô cực
- Tổ hợp hình vuông tượng trưng cho sự biến đổi: Từ hai phần đen và trắng ở đáy là Lưỡng nghi: Âm và Dương; chuyển lên trên thành bốn vạch xen kẽ là Tứ tượng: Thái dương, Thiếu dương, Thái âm, Thiếu âm; chuyển lên trên nữa phân chia thành 8 phần là bát quái. Tương ứng với mỗi phần đen (âm) hoặc trắng (dương) ở hàng trên cùng, đối chiếu xuống dưới sẽ có các tổ hợp âm dương của các quẻ.
- Cuối cùng là Bát quái đồ, có thể là Bát quái tiên thiên hoặc Bát quái hậu thiên.

Như vậy Vô cực đồ đã tổng hợp ý nghĩa của thuyết Âm dương thời Tống